# みんないらっしゃいTV
『みんないらっしゃいTV』（みんないらっしゃいテレビ）は日本テレビ系列で2012年に放送された特別番組である。

## 概要
珍しい人たちを「いらっしゃい」と紹介していく。

## 出演者

### MC
- タカアンドトシ（タカ・トシ）
- 小林麻耶

### ゲスト
第1回
- 磯野貴理子
- サバンナ（八木真澄・高橋茂雄）
- 指原莉乃

第2回
- 磯野貴理子
- 賀来千香子
- サバンナ（八木真澄・高橋茂雄）
- 平成ノブシコブシ（吉村崇・徳井健太）
- ヨンア

### ナレーション
- 天野ひろゆき（キャイ〜ン）
- 柳原可奈子
- 馬場典子（日本テレビアナウンサー）

## 放送日時
| 回数  | 放送日時                   | 備考                                     | 視聴率 |
| ----- | -------------------------- | ---------------------------------------- | ------ |
| 第1回 | 2012年5月26日13:30 - 14:30 | 『サタデーバリューフィーバー』内で放送。 |        |
| 第2回 | 2012年9月17日22:00 - 23:24 |                                          | 9.5%   |

## スタッフ
第2回放送分
- 構成：詩村博史、ヒロハラノブヒコ、内田裕士
- TM：佐治佳一
- SW：蔦佳樹
- カメラ：山田祐一
- 音声：山口裕司
- 調整：佐久間治雄
- 照明：加藤恵介
- 編集：大沼一真
- MA：中村裕子
- 音効：岡田淳一
- 美術プロデューサー：高野泰人
- デザイン：道勧英樹
- 大道具：赤木直樹
- 小道具：宍倉正一
- 電飾：川井智香子
- 衣裳：御手洗優
- 生花：鳥海ゆきの
- CG：持田学
- タッチパネル：本多司
- メイク：堤紗也香
- ロケ技術：港家、トゥルーピクト、インターフェイス、メディアCoCo、東北共立、広島放送、サムライ、鹿児島ビジョン、RKCプロダクション、八峯テレビ、ナックビジュアル
- 技術協力：NiTRo、ヌーベルバーグ、日放、ザ・チューブ、ジャパンテレビ
- 美術協力：日テレアート
- 撮影協力：ヤサカ
- 資料協力：アフロ、中日新聞社
- 協力：アンメック
- 医療監修：堀エリカ
- リサーチ：フォーミュレーション、フリード
- 編成：鬼頭直孝
- 宣伝：戸田聖一郎
- 広報：梶原美緒
- デスク：櫛山照美
- TK：春日千佳子
- 再現ドラマ担当：坂本憲史、黒崎勝也
- AD：青木誉幸、菅野竜一、金洗希、西村祐未、川口知子
- AP：所俊輔、松本定子
- ディレクター：小林賢一／直江庸介、山浦克洋、丸山信也、岡本光弘、高橋左和巳、水嶋陽、藤村利晴、山本健太、師岡靖成／田口マサキ
- プロデューサー：南波昌人、川口浩也、佐藤俊一
- 制作協力：office KEEL
- 演出：小川通仁
- チーフプロデューサー：大野彰作
- 製作著作：日本テレビ